# Hajdúdorog
Hajdúdorog ([ˈhɒjduːdoɾog]) est une ville du comitat de Hajdú-Bihar en Hongrie. Située dans la région historique du Hajdúság, elle est le siège de l'Église grecque-catholique hongroise.

## Jumelages
La ville de Hajdúdorog est jumelée avec :
- Ștei (Roumanie)
- Odorheiu Secuiesc (Roumanie)
- Lubartów (Pologne)
- Podenzano (Italie)
- Miercurea Nirajului (Roumanie)